# 黎思齊
黎思齐（越南语：／；1418？—1438年），越南後黎朝皇太子。
黎思齐是黎太祖黎利的长子。其生母为郑氏侣（Trịnh Thị Lữ）。他出生在清化省梁江蓝山乡。在父亲黎利举兵反明的时候，黎思齐也带兵参战过。1427年，黎利拥立陈暠为安南国王，黎思齐任命为侍中。六月，由侍中升为司徒大司马。十一月，黎利与明军将领王通讲和，派遣黎思齐前往明军驻扎的东关城作人质。1428年，黎利彻底驱逐了明军，废黜并杀死了陈暠，自称皇帝，建立后黎朝。黎思齐被任命为右相国，封开郡公。
1429年，黎利封黎思齐为国王，摄行国事。然而，黎利却册立庶子梁郡公黎元龙（即后来的黎太宗）为皇太子。人们称黎思齐为国王殿下，黎元龙为太子殿下。黎思齐发布的命令称为国王旨挥，而黎利发布的命令称为勅。朝廷分为黎思齐、黎元龙两派，互相攻击。
1432年，黎思齐率军征讨忙礼州，其酋长刁吉罕投降。
1433年，黎利病逝前，黎思齐在政治上失势，被降为郡王，黎元龙被定为皇位继承人。不久黎元龙登上皇位，是为黎太宗。黎太宗年幼，由大司徒黎察辅政。此年黎太宗下诏，禁止诸大臣前去黎思齐府邸拜见，违反者加以重罪。同时黎太宗下令，若朝廷没有召见，黎思齐不准入朝。
1437年，黎太宗已经成年，以黎察专权为由将黎察罢官赐死。1438年，黎太宗和郑可声称黎思齐图谋和大臣黎察、黎银谋反，将他杀死，谥郡哀王，不久再废黎思齐为庶人。